# Womelsdorf, Pennsylvania
Womelsdorf, Pennsylvania är en borough (köpstad) i Berks County, Pennsylvania.

## Storlek
Womelsdorf hade vid 2010 års folkräkning 2 810 invånare.